# Gauche régressive

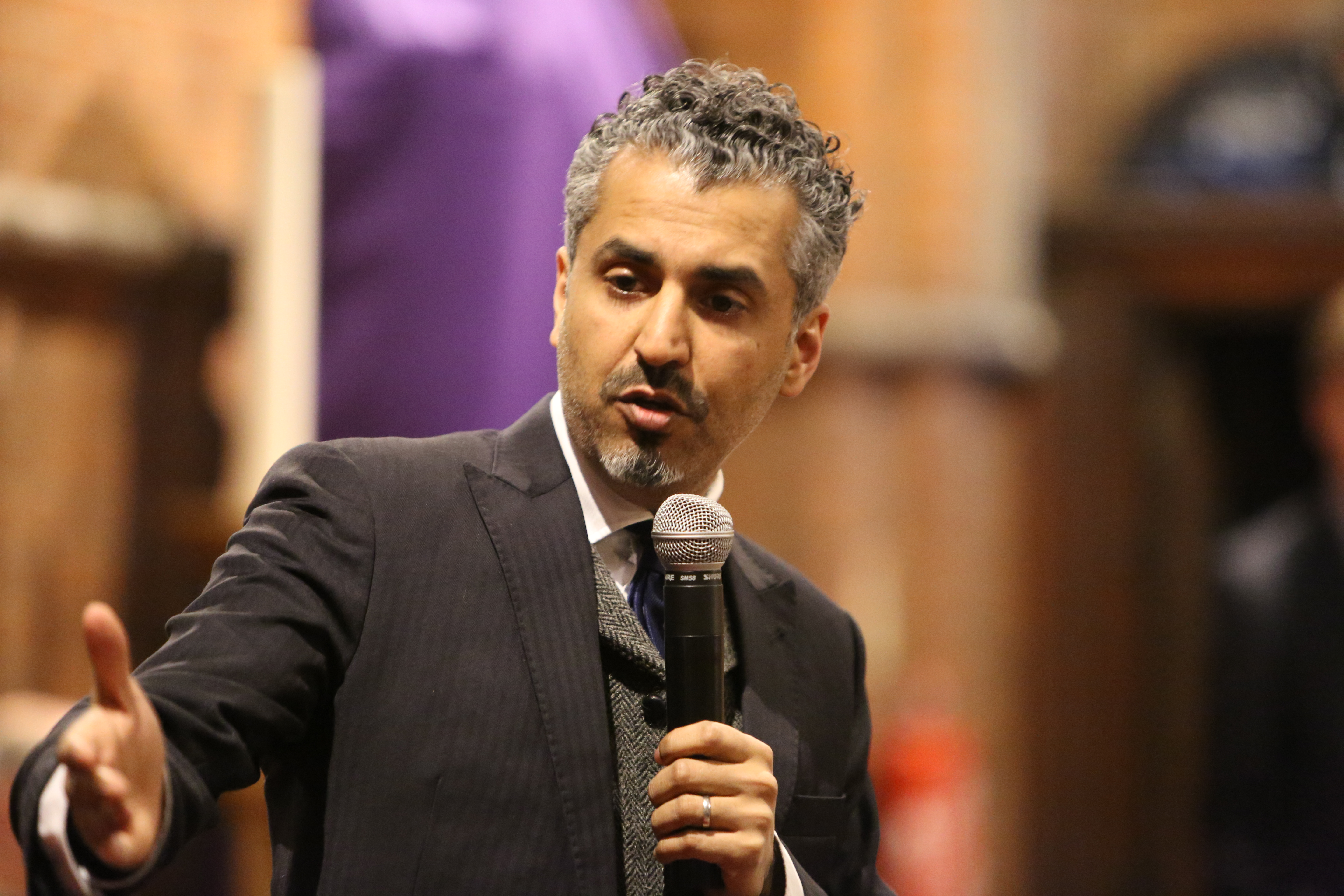
Le concept est employé par Maajid Nawaz pour décrire une partie de la gauche qui ne s'oppose pas aux régressions de certains groupes culturels.

La gauche régressive est une épithète utilisée pour décrire une partie de la gauche politique accusée de tenir une position contradictoire en tolérant ou en faisant la promotion de principes ou d'idéologies non libérales au nom du multiculturalisme ou du relativisme culturel. 
L'expression est utilisée de façon péjorative, principalement afin de dénoncer l'attitude jugée complaisante d'une partie de la gauche envers l'islamisme. Le terme peut également s'étendre et être utilisé pour décrire d'autres groupes supposés entre lesquels plusieurs caractéristiques s'entrecroiseraient, comme les « social justice warriors » ou une certaine partie de la troisième vague féministe.

## Concept
Comme le note le philosophe François Doyon, c'est à l'intérieur du contexte spécifique du multiculturalisme que l'activiste britannique anti-islamisme Maajid Nawaz a utilisé le terme en 2012 dans son mémoire Radical: My Journey out of Islamist Extremism (en) pour décrire « des progressistes bien intentionnés et des gens de la gauche idéologique » dans le Royaume-Uni qui naïvement et par ignorance, se sont « prostitués vers » l'islamisme et auraient aidé l'idéologie islamique à être acceptée.

## Utilisation du terme dans les médias
En novembre 2016, la porte-parole des Femen dénonce dans le Huffington Post une « gauche régressive devenue un écho de l'islamisme ».
En mai 2022, Jean-Luc Mélenchon est qualifié de « leader de la gauche régressive » par Daniel Fortin (Les Échos).